# 西宮書院
西宮書院（にしのみやしょいん）とは昭和時代戦前に兵庫県西宮市に存在した古書店。また、新版画の版元であった。

## 概要
西宮書院とは1920年代末に品川清臣によって兵庫県西宮市に創業された古書店である。後に、新版画の版元として彫師、摺師とともに大野麥風、中沢弘光、山川秀峰、和田三造、堂本印象らの木版画を出版している。1937年から大野麥風の『大日本魚類画集』第1輯を出版開始、本作は各回12点を6期に分けて1944年まで出版された。また、同じく1937年に堂本印象による『印象仏画集』を出版し始める。1938年6月には大野麥風、魚類学者田中茂穂を迎えて季節の魚を語る座談会を主宰している。1939年、和田三造の『昭和職業絵尽』第1輯24図を出版開始する。1940年、『昭和職業絵尽』第2輯を24図を出版する。その後、1941年1月、西宮書院主催による和田三造、大野麥風、堂本印象、林重義四人版画展を銀座資生堂において開催している。また、翌1942年1月にも、同様に国粋版画第2回展を銀座資生堂において開催している。
第二次世界大戦後の1945年に西宮書院は京都市に移り、名称を変えて京都版画院に継承された。その後さらに東京に移る。